# Pink Moon
| 전문가 평가                   | 전문가 평가 |
| 평가 점수                     | 평가 점수   |
| 출처                          | 점수        |
| ----------------------------- | ----------- |
| AllMusic                      | [ 1 ]       |
| Encyclopedia of Popular Music | [ 2 ]       |
| Hi-Fi News & Record Review    | A           |
| MusicHound Folk               | 4.5/5       |
| Q                             | [ 5 ]       |
| Pitchfork                     | 10/10       |
| Rolling Stone                 | [ 7 ]       |
| The Rolling Stone Album Guide | [ 8 ]       |
| Spin Alternative Record Guide | 10/10       |
| Uncut                         | [ 10 ]      |

《Pink Moon》은 1972년 2월 25일, 아일랜드 레코드에 의해 발매된 영국의 음악가 닉 드레이크의 세 번째이자 마지막 스튜디오 음반이다. 이 음반은 드레이크의 생전에 북미에서 발매된 유일한 스튜디오 음반이었다. 이전 음반의 유일한 음반은 《Nick Drake》라는 제목의 1971년 컴필레이션으로 1976년까지 북미에서 발매되지 않았다. 《Pink Moon》은 보컬, 통기타, 타이틀곡에 오버더빙된 짧은 피아노 리프 등 백업 밴드 없이 녹음됐다는 점에서 드레이크의 이전 음반과는 다르다.
1974년 11월, 26세의 나이로 드레이크가 사망하기 2년 전에 발매된 《Pink Moon》의 서정적인 내용은 드레이크가 우울증과 계속 싸웠기 때문이라고 종종 여겨져 왔다. 이 곡들은 그의 이전 음반들보다 더 짧았고, 총 음반 상영 시간은 28분이 조금 넘었다.
《Pink Moon》은 드레이크의 이전 스튜디오 음반과 마찬가지로 그의 생전에는 잘 팔리지 않았지만, 그 후 상당한 비평가들의 호평을 받았다.

## 배경
닉 드레이크의 아일랜드 레코드 첫 두 음반인 《Five Leaves Left》 (1969년)와 《Bryter Layter》 (1971년)는 잘 팔리지 않았고, 드레이크의 라이브 공연이나 음반 홍보에 대한 거부감이 겹쳐, 아일랜드는 드레이크의 또 다른 음반을 자신하지 못했다. 게다가 드레이크는 런던 아파트에 고립되어 우울증을 앓고 있었다. 1971년 그는 정신과 의사를 만나 항우울제를 처방받았는데, 우울증과 관련된 오명과 정기적으로 담배를 피운 약물의 대마초와의 상호작용에 대한 두려움 때문에 복용을 꺼렸다. 비평가들은 종종 드레이크의 음악, 특히 《Pink Moon》의 우울한 기분을 그의 우울증과 연관시키지만, 드레이크의 재산을 관리하는 브라이터 뮤직의 콜리 캘러먼은 그것을 다르게 기억합니다. "닉은 그가 우울증에 시달리는 동안 쓰고 녹음할 수 없었습니다. 그는 《Pink Moon》의 작업이나 녹음 중에 우울하지 않았고 음반에 대해 매우 자랑스러워 했습니다."

## 곡 목록
모든 곡들은 닉 드레이크에 의해 작사/작곡하였다.
| #  | 제목                      | 재생 시간 |
| -- | ------------------------- | --------- |
| 1. | 〈Pink Moon〉             | 2:06      |
| 2. | 〈Place to Be〉           | 2:43      |
| 3. | 〈Road〉                  | 2:02      |
| 4. | 〈Which Will〉            | 2:58      |
| 5. | 〈Horn〉                  | 1:23      |
| 6. | 〈Things Behind the Sun〉 | 3:57      |

| #  | 제목                 | 재생 시간 |
| -- | -------------------- | --------- |
| 1. | 〈Know〉             | 2:26      |
| 2. | 〈Parasite〉         | 3:36      |
| 3. | 〈Free Ride〉        | 3:06      |
| 4. | 〈Harvest Breed〉    | 1:37      |
| 5. | 〈From the Morning〉 | 2:30      |